# Omegna Calcio 1906
L'A.S.D. Omegna Calcio 1906, meglio nota come Omegna, è una società calcistica italiana e principale sodalizio del comune di Omegna, nella provincia del Verbano-Cusio-Ossola.
Milita in Prima Categoria, settimo livello del campionato italiano di calcio.
La tradizione sportiva è iniziata nel 1906, si è interrotta nel 1987 a seguito del fallimento sociale ed è ripartita nel 1989, allorché la Società Calcio Crusinallo ha assunto i colori sociali rossoneri e la denominazione storica, ponendosi in continuità con l'esperienza precedente.
Dal punto di vista storico l'Omegna vanta quale maggior risultato la partecipazione a diciannove campionati tra Serie C e Serie C2 tra il 1935 e il 1986. Tali risultati ne fanno la società calcistica più prestigiosa nella provincia del Verbano-Cusio-Ossola e, calcolando la vecchia provincia di Novara, è seconda per numero di partecipazioni (7) ai campionati professionistici (introdotti in serie C nel 1978) alle spalle del Novara Calcio.

## Storia

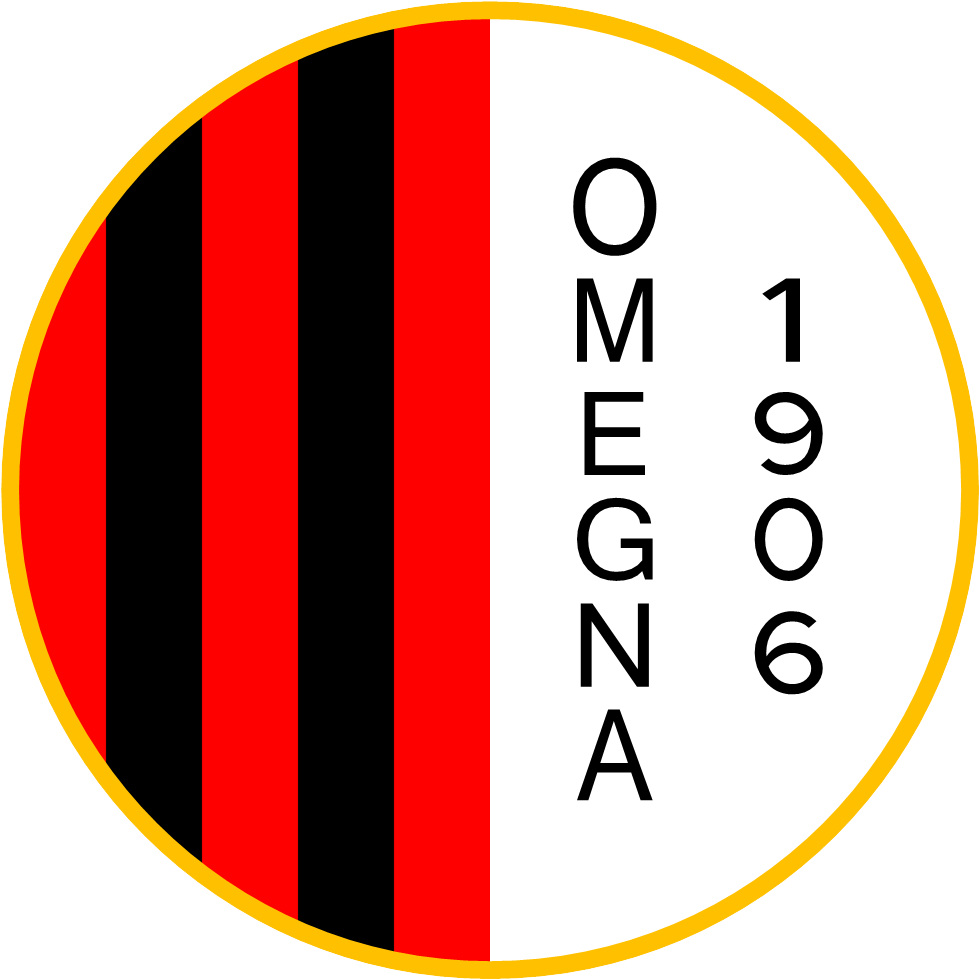
Marchio storico

Nel 1906 nasce l'Unione Sportiva Omegnese, che prenderà successivamente il nome di Associazione Sportiva Cusiana, mantenendolo sino al 1938-39.
Nel 1927 prende parte del campionato di Seconda Divisione, nel 1933 viene promosso in Prima Divisione e nel 1935 viene ammesso alla nuova serie C partecipandovi fino al 1941 e dal 1946 al 1951, ottenendo il miglior risultato nella stagione 1947-1948. In seguito militò un anno in Promozione e l'anno successivo in IV serie, e nella stagione 1958-1959 nell'Interregionale.
Tra il 1967 ed il 1987 ha disputato 12 campionati di Serie D-Interregionale, 1 di Serie C e 7 (di cui 6 consecutivi) di Serie C2. Nel 1987 la squadra è fallita ed è rimasta inattiva fino al 1989, quando il club del quartiere omegnese di Crusinallo cambiò denominazione in Società Calcio Crusinallo Omegna, facendo ripartire la tradizione sportiva rossonera dal campionato di Promozione. Due anni dopo il Crusinallo Omegna viene ammesso al nuovo campionato di Eccellenza partecipandovi per 9 anni, dopodiché nel 2000 inizia un periodo di crisi che lo fa retrocedere in Promozione e l'anno dopo in Prima Categoria, toccando il punto più basso della sua storia. Nel 2006 il club torna a chiamarsi semplicemente Omegna.
Nel 2008 viene promosso in Promozione, a cui è stato ammesso dopo i play-off e dove è tornato dopo 7 anni di assenza. Nella stagione 2012-2013 è stato ammesso in Eccellenza, dove ha militato fino alla stagione 2015-2016, quando ha perso i play-out contro l'Aygreville ridiscendendo in Promozione. Al termine della stagione 2024/2025, dopo 17 anni consecutivi tra Eccellenza e Promozione, retrocede in Prima Categoria.

## Società

### Organigramma societario
In carica dal 1º luglio 2025:
- Giancarlo Giorgetti  - presidente
- Mimmo Cane - presidente onorario
- Marcello Pecci - vicepresidente
- Alberto Binda - segretario
- Edoardo Matella - club manager
- Cristian Cofone - direttore sportivo
- Domenico Sinacori - responsabile settore giovanile
- Nicola Binda - responsabile comunicazione
- Simona Bernareggi - segretaria settore giovanile

### Settore giovanile
Il settore giovanile rossonero ha prodotto nel tempo calciatori e allenatori di buon livello, tra questi il migliore è stato Eligio Nicolini.
Dopo anni di collaborazioni con altre società limitrofe, a partire dal 1º luglio 2020 grazie alla fusione con la Asd Ramatese Omegna, società di puro settore giovanile del vicino comune di Casale Corte Cerro, con la quale c’era già stata un accordo di collaborazione negli anni passati, l’Omegna Calcio ritorna ad avere un settore giovanile che comprende tutte le categorie dai Piccoli Amici fino alla Juniores e che al 31 dicembre 2024 conta circa 150 iscritti.

## Palmarès

### Competizioni nazionali
- Serie D: 1

1976-1977 (girone A)

### Competizioni regionali
- Campionato Dilettanti: 1

1957-1958 (girone A)
- Prima Categoria: 1

1959-1960 (girone A)
- Promozione: 1

2012-2013 (girone A)
- Campionato italiano di terza divisione: 1

1925-1926 (girone A)

### Onorificenze
Numero di brevetto 2540

## Statistiche e record

### Campionati nazionali
| Livello | Categoria                 | Partecipazioni | Debutto   | Ultima stagione | Totale |
| ------- | ------------------------- | -------------- | --------- | --------------- | ------ |
| 3º      | Seconda Divisione         | 2              | 1927-1928 | 1928-1929       | 16     |
| 3º      | Prima Divisione           | 2              | 1933-1934 | 1934-1935       | 16     |
| 3º      | Serie C                   | 12             | 1935-1936 | 1977-1978       | 16     |
| 4º      | Seconda Divisione         | 1              | 1929-1930 | 1929-1930       | 22     |
| 4º      | Promozione                | 1              | 1951-1952 | 1951-1952       | 22     |
| 4º      | IV Serie                  | 1              | 1952-1953 | 1952-1953       | 22     |
| 4º      | Campionato Interregionale | 1              | 1957-1958 | 1957-1958       | 22     |
| 4º      | Serie C2                  | 7              | 1978-1979 | 1985-1986       | 22     |
| 4º      | Serie D                   | 11             | 1967-1968 | 1979-1980       | 22     |
| 5º      | Campionato Interregionale | 1              | 1986-1987 | 1986-1987       | 1      |